# Réserve naturelle régionale des gorges de la Loire
La réserve naturelle régionale des gorges de la Loire (RNR77) est une réserve naturelle régionale (RNR) située au sud du département de la Loire en région Auvergne-Rhône-Alpes. Créée le 8 mars 1988, sous la forme d'une réserve naturelle volontaire, elle a été classée en RNR en 2012. Elle couvre une superficie de 355 hectares dans les gorges de la Loire.

## Localisation

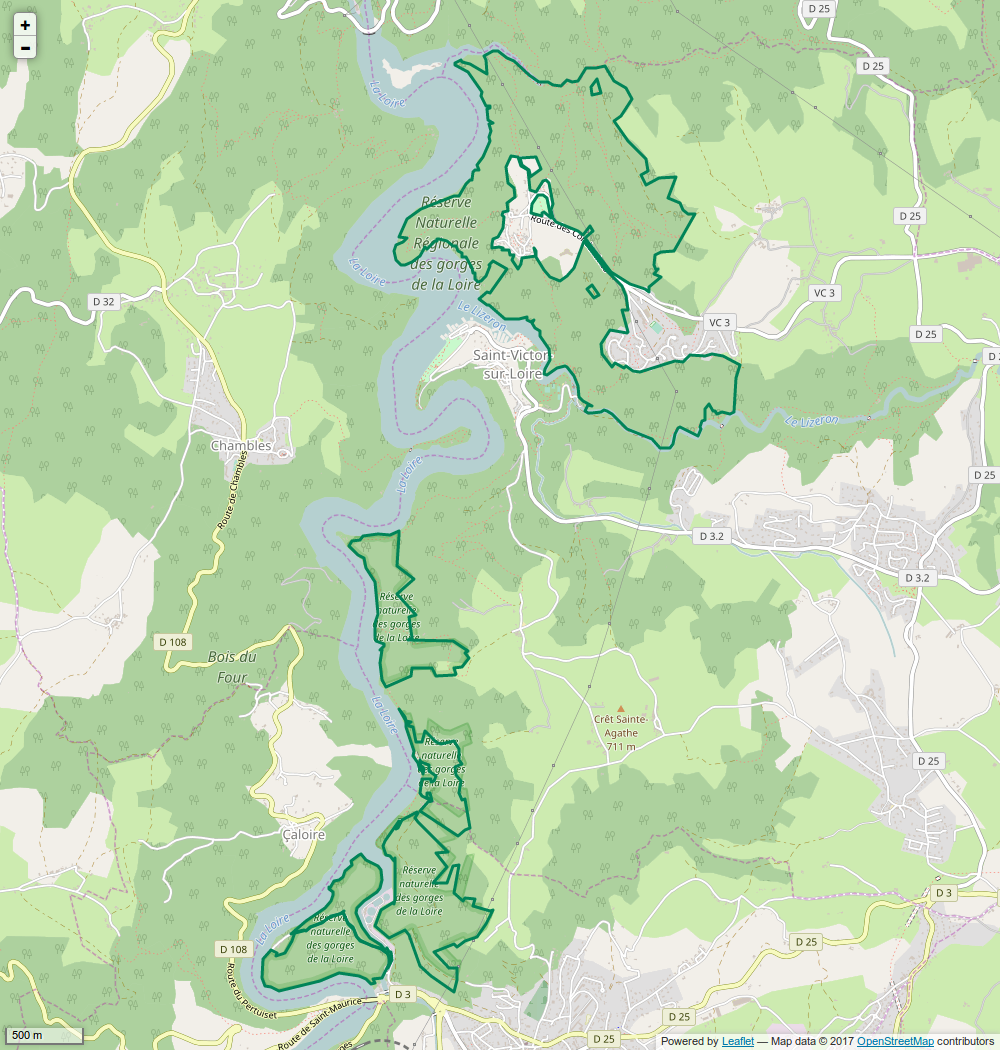
Périmètre de la réserve naturelle.

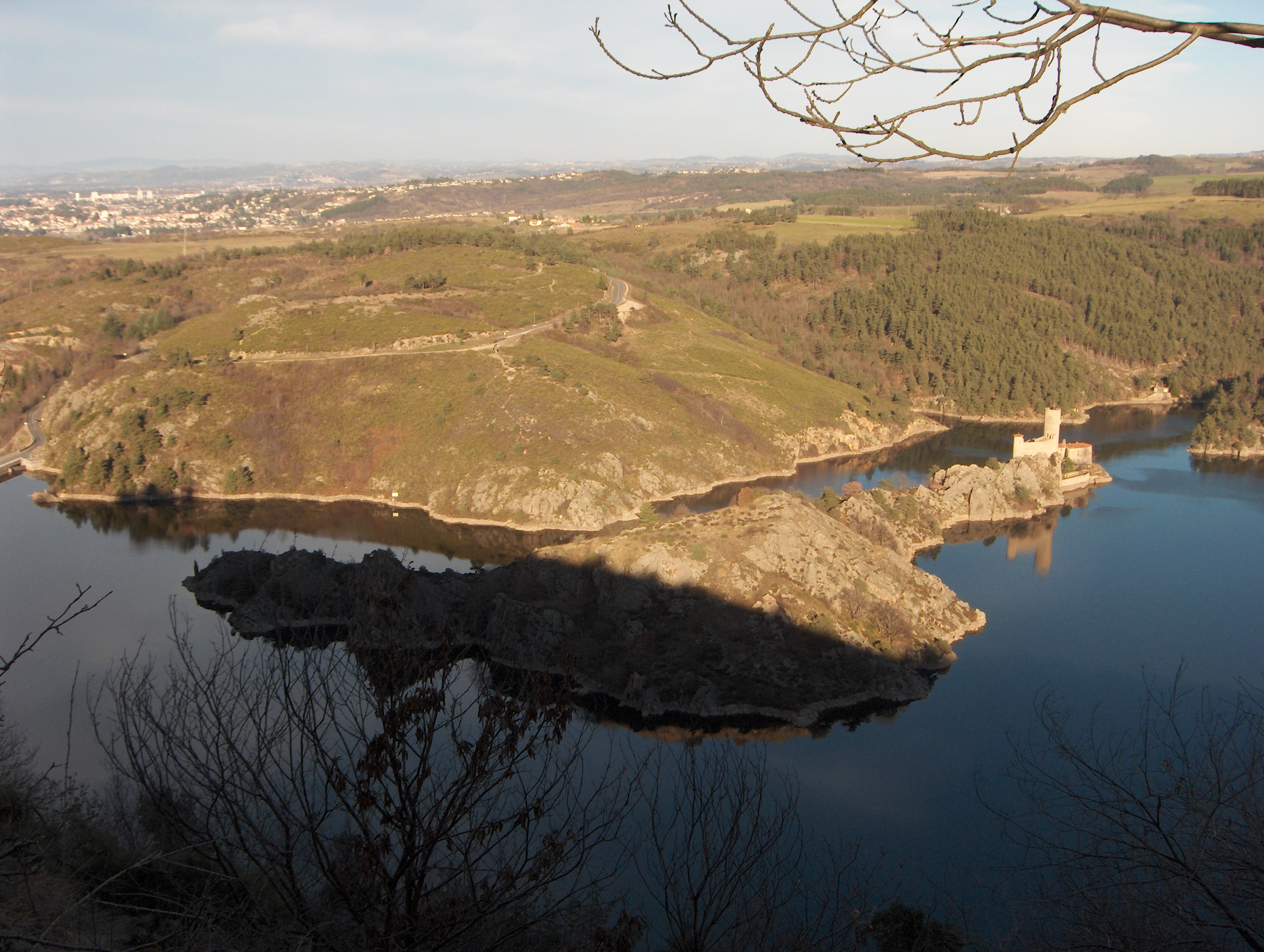
Limite nord de la réserve naturelle

Le territoire de la réserve naturelle est dans le département de la Loire, sur les communes de Saint-Étienne et Unieux.

## Histoire du site et de la réserve
La réserve naturelle fut élaborée en 1986 par la commune de Saint-Étienne qui possède une partie du territoire. À l'origine, elle s'étendait sur 214 hectares situés le long de la rive droite de la Loire à partir du lac de Grangent. Elle s'appelait réserve naturelle volontaire de Saint-Étienne/Saint-Victor.
En 1996, la réserve naturelle s'agrandit avec des parcelles sur la commune de Unieux pour atteindre 314 hectares. L'objectif du classement est de limiter l'expansion urbaine des villes avoisinantes sur les gorges. 
En 2012 le classement en réserve naturelle régionale a été validé pour une période de 20 ans ainsi qu'une augmentation de sa superficie passant à 355 hectares. 

## Écologie (biodiversité, intérêt écopaysager…)

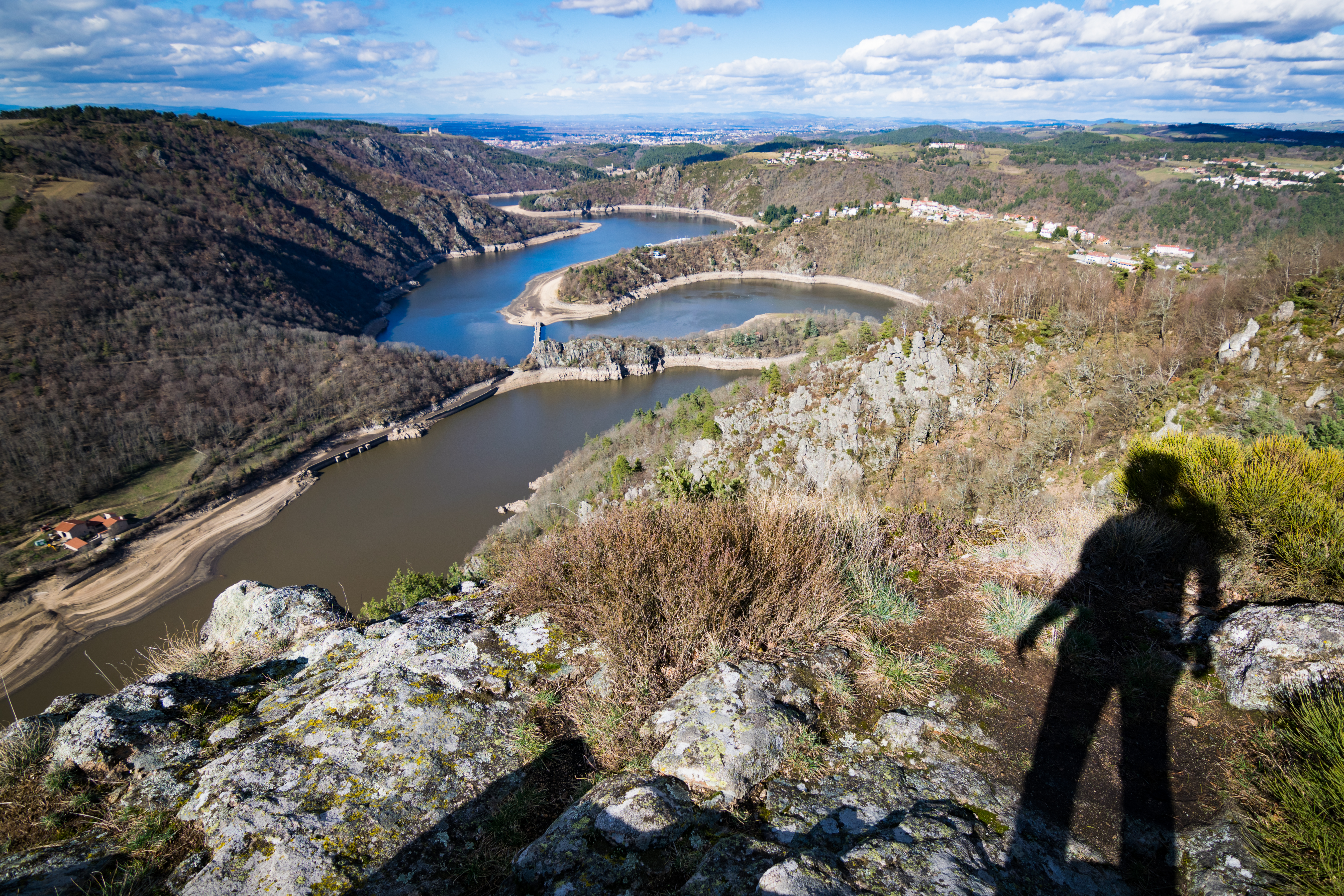
Gorges de la Loire vues depuis le plateau de la Danse

Le relief des gorges de la Loire est très accidenté et se trouve à l'origine des milieux variés rencontrés sur le site : pelouses, zones rocheuses, prairies, landes, vallons et forêts. On y rencontre aussi bien des espèces d'affinité atlantique que méridionales ou montagnardes.

### Flore
La flore compte l'Asarine couchée, le Génêt purgatif, l'Amélanchier, le Groseillier des Alpes, le Trèfle souterrain, l'Érable de Montpellier, la Véronique de Dillenius et le Myosotis de Balbis.

### Faune
L'avifaune compte plus de 160 espèces d'oiseaux dont le Grand-duc d'Europe, le Circaète Jean-le-blanc et le Milan royal. On a recensé au moins 439 espèces de papillons dont l’Azuré du serpolet. Les amphibiens et reptiles comptent 21 espèces comme le Sonneur à ventre jaune. Le Lucane cerf-volant est présent de même qu'un coléoptère endémique, le Carabe hispanique, sous espèce bernardii.

## Intérêt touristique et pédagogique
Le site est ouvert au public toute l'année et sillonné par 23 km de sentiers balisés. Des visites pour groupes et scolaires sont organisées sur rendez-vous à la Maison de la réserve.

## Administration, plan de gestion, règlement
La réserve naturelle est co-gérée par France nature environnement (FNE) Loire et le Syndicat mixte d'aménagement des gorges de la Loire (SMAGL).

### Outils et statut juridique
Le classement de la RNV date du 8 mars 1988. La réserve naturelle régionale a été créée par une délibération du 12 juillet 2012.